# Жан Кюизение
Жан Кюизение (на френски: Jean Cuisenier) е френски етнолог, антрополог и философ, чуждестранен член на БАН.

## Биография
Роден е на 9 февруари 1927 г. в Париж, Франция. Завършва философия в Сорбоната през 1954 г. В периода 1959 – 1968 г. е асистент на Раймон Арон в Сорбоната. Изучава проблематиката на Средиземноморието в Центъра за европейска социология. През 1968 г. е поканен лично от Андре Малро да оглави новосъздадения Френски национален музей за народни изкуства и традиции. Успоредно с това става и ръководител на Лабораторията за френска етнология при Френския национален център за научни изследвания. Между 1968 и 1979 г. преподава в Екол дю Лувр, като ръководи Катедрата по френска етнография, а в периода 1976 – 1978 г. води курс по Регионално наследство. През 1971 г., под ръководството на Раймон Арон, защитава докторат на тема Économie et parenté, leurs affinités de structure dans le domaine turc et dans le domaine arabe („Икономика и родствени отноше-ния, структурни сходства в турските и арабските райони“).
Умира на 23 юни 2017 г.
Жан Кюизение е офицер на Ордена на Почетния легион, чуждестранен член е на Българската академия на науките и на Испанската кралска академия на науките за словото и политиките, както и доктор хонорис кауза на Букурещкия университет.

## Научни трудове
- L'art populaire en France, Office du Livre, Fribourg, 1975
- Économie et parenté, leurs affinités de structure dans le domaine turc et dans le domaine arabe, Mouton, Paris-La Haye, 1975
- Récits et contes populaires de Normandie. I Le bocage normand, Gallimard, Paris-Lyon, 1979
- (en collaboration avec Martine Segalen) Ethnologie de la France (« Que-sais-je ? », n° 2307), Paris, PUF, 1986; éd. mise à jour, 1993. ISBN 2-13-045216-7
- (en collaboration avec Marie-Chantal de Tricornot) Musée national des arts et traditions populaires: guide, Ministère de la culture et de la communication, éditions de la Réunion des musées nationaux, mai 1987, 224 pages ISBN 2711820874.
- L'architecture rurale française, corpus des genres, des types et des variantes. Le Nord-Pas-de-Calais, avec Henri Raulin et François Calame, La Manufacture, Lyon, 1989
- Ethnologie de l'Europe, (« Que-sais-je ? »), Paris, PUF, 1990[3]
- La Maison rustique, logique sociale et composition architecturale, PUF, Paris, 1991
- Le Feu vivant. La parenté et ses rituels dans les Carpathes, PUF, Paris, 1994
- Précis de littérature européenne, PUF, "Précis", 1998
- Les noces de Marko, le rite et le mythe en pays bulgare, Plon, Paris, 1998
- Mémoires des Carpathes, Plon, Terres humaines, 2000
- Le Périple d'Ulysse, Fayard, Paris, 2003
- L’héritage de nos pères, un patrimoine pour demain ?, La Martinière, Paris, 2006
- Penser le rituel, PUF, Paris, 2006